# Vintar
Vintar (Bayan ng Vintar) är en kommun i Filippinerna. Kommunen ligger på ön Luzon, och tillhör provinsen Norra Ilocos. Folkmängden uppgår till 29 405 invånare.

## Barangayer
Vintar är indelat i 34 barangayer.
| - Abkir (Amian) - Brgy. 18 - Alejo Malasig (Burdo) - Brgy. 7 - Alsem (Patpatani) - Brgy. 24 - Bago (Patpatani) - Brgy. 28 - Bulbulala (Pallas) - Brgy. 11 - Cabangaran (Surong) - Brgy. 32 - Cabayo (Surong) - Brgy. 33 - Cabisuculan (Amian) - Brgy. 20 - Canaam (Patpatani) - Brgy. 26 - Columbia - Dagupan - Diaton | - Dipilat - Esperanza - Ester - Isic Isic - Lubnac - Mabanbanag - Manarang - Margaay - Namoroc - Malampa (Peninaan-Malampa) | - Parparoroc - Parut - Salsalamagui - San Jose (Lipay) - San Nicolas (Poblacion) - San Pedro (Poblacion) - San Ramon (Poblacion) - San Roque (Poblacion) - Santa Maria (Poblacion) - Tamdagan - Visaya |